# Kanton Mehun-sur-Yèvre
Mehun-sur-Yèvre is een kanton van het Franse departement Cher. Het kanton maakt deel uit van het arrondissement Vierzon.

## Gemeenten
Het kanton Mehun-sur-Yèvre omvate tot 2014 de volgende 5 gemeenten:
- Allouis
- Berry-Bouy
- Foëcy
- Mehun-sur-Yèvre (hoofdplaats)
- Sainte-Thorette

Bij de herindeling van de kantons door het decreet van 21 februari 2014 met uitwerking op 22 maart 2015 werden volgende 10 gemeenten daaraan toegevoegd:
- Brinay
- Cerbois
- Chéry
- Lazenay
- Limeux
- Lury-sur-Arnon
- Massay
- Méreau
- Preuilly
- Quincy